# Civica Scuola di Teatro Paolo Grassi
La Civica Scuola di Teatro Paolo Grassi è un'accademia d'arte drammatica italiana, con sede a Milano e offre percorsi di formazione per tutte le principali figure professionali nel campo del teatro, della danza contemporanea e dell'organizzazione dello spettacolo.
Collegata nei suoi primi anni di vita al Piccolo Teatro, in seguito gestita dal 1967 dal comune di Milano presso la storica sede di corso Magenta (Palazzo delle Stelline), entra a far parte nel 2000 della Fondazione Scuole Civiche di Milano, di cui costituisce il Dipartimento di Teatro. L'attuale sede è l'ex Fattoria Vittadini sita in via Salasco, n°4 a Milano.
Dalla sua fondazione - nel 1951 a opera di Paolo Grassi e Giorgio Strehler - ad oggi, la Civica Scuola di Teatro Paolo Grassi resta un punto di riferimento pedagogico unico per il mondo teatrale italiano ed europeo: le principali figure artistiche necessarie al teatro (attori, registi, autori, performer con gli organizzatori) coesistono e interagiscono a partire dal primo anno, grazie ad un incastro didattico che considera la contaminazione, l’interdisciplinarità, e l’acquisizione dei molti linguaggi teatrali un plus da spendere poi, al termine del percorso di studi, nel mondo del lavoro, in cui i diplomati sono accompagnati da una progettualità Post-diploma molto ben strutturata.
La scuola è diretta oggi dal regista teatrale Marco Plini e offre un percorso curriculare fondato su 5 corsi diurni:
- Triennale – Corso recitazione (AFAM)
- Triennale – Corso regia (AFAM)
- Triennale – Corso danza contemporanea (AFAM)
- Triennale – Corso Scrittura per lo spettacolo (AFAM)
- Biennale – Corso organizzatore dello spettacolo

A questi si affianca una vastissima proposta di Corsi EXTRA - diurni, serali e Summer School - che si propongono di offrire gli strumenti del teatro al servizio della comunità.
Civica Scuola di Teatro Paolo Grassi, dunque, da più di 70 anni è alta formazione, sviluppo dei talenti e delle carriere, centro di studio permanente, libero e visionario. Il modello è quello di un istituto che sia al servizio di tutte le fasi della pedagogia teatrale: dalla cultura generale, all’orientamento, alla formazione di base, alla specializzazione. In particolare l’attenzione progettuale intende rapportarsi, non solo all’importante tradizione teatrale dei principali maestri del ‘900, ma soprattutto alla realtà e a come il teatro possa rapportarsi ad essa.
Durante il percorso formativo i futuri attori, registi, autori, danzatori-coreografi e organizzatori studiano e lavorano insieme: oltre ad approfondire le materie specifiche del proprio corso, ogni allievo partecipa infatti a seminari e laboratori pratici con compagni di indirizzi diversi. Si sviluppa in questo modo la capacità di lavorare in gruppo, imparando a condividere coi propri colleghi tutte le fasi del percorso creativo: dall'ideazione di un progetto alla sua realizzazione scenica.
I percorsi di formazione riguardano le differenti fasi della pedagogia teatrale: dalla propedeutica, alla formazione di base, alla formazione avanzata e continua per professionisti. All’attività formativa si accompagna una vivace progettualità artistica che permette agli allievi di entrare in relazione con la città e con il pubblico attraverso la presenza dei loro progetti in teatri e festival nazionali ed internazionali.
Tutto ciò contribuisce a fare della Civica Scuola di Teatro Paolo Grassi, un punto di riferimento culturale, anche grazie a un corpo insegnante stabile (ma perennemente in contatto con la pratica professionale) e alle personalità di grande rilievo della scena contemporanea che lo hanno negli anni affiancato. Parallelamente ai percorsi didattici curricolari, gli allievi hanno l’opportunità di seguire tirocini presso enti e strutture produttive di riconosciuto valore professionale. Queste esperienze permettono, da un lato un primo approccio con il mondo del lavoro, dall’altro una immediata verifica “sul campo” degli strumenti acquisiti.
La Scuola rilascia il diploma accademico di primo livello per i corsi Recitazione, Regia, Scrittura per lo spettacolo e Danza Contemporanea e rimane un importante punto di riferimento per gli allievi diplomati nell’accompagnamento verso le professioni della scena.
Per qualificare il loro cammino, Civica Scuola di Teatro Paolo Grassi offre una continua opportunità di specializzazione e formazione avanzata attraverso masterclass con grandi maestri, progetti di studio e di ricerca, corsi speciali e possibilità di training di mantenimento per ex allievi e professionisti del settore, tutto ciò rientra nel grande contenitore del Progetto Post Diploma ricco ogni anno di nuove e stimolanti proposte formative/lavorative.